# 姜謙受
姜谦受（？—？），榜名姜受，號西山，浙江绍兴府馀姚县人。明朝政治人物。

## 生平
崇祯十二年（1639年）己卯科浙江乡试举人，崇祯十三年（1640年）庚辰科進士，吏部观政，官中书舍人。